# Brimin Kipruto
Brimin Kipruto (Korkitony, 31 de julho de 1985) é um corredor queniano de meia-distância, campeão olímpico dos 3000 metros com obstáculos em Pequim 2008.
Aos 16 anos, Kipruto disputou o Campeonato Mundial Juvenil de Atletismo de 2001 e conseguiu a medalha de prata na prova. Dois anos depois, terminou o curso secundário e conquistou outra prata no campeonato junior africano. No Campeonato Mundial Júnior de Atletismo de 2004, ele competiu nos 1500 m e conseguiu o bronze.
No mesmo ano, com apenas 19 anos, depois de classificar-se de maneira surpreendente na dura seletiva queniana, ele ficou com a medalha de prata no steeplechase dos Jogos Olímpicos de Atenas, atrás do compatriota Ezekiel Kemboi, mantendo o domínio do Quênia nesta prova desde Los Angeles 1984.
No ano seguinte, Kipruto foi bronze na mesma prova no Campeonato Mundial de Atletismo, realizado em Helsinque.
Os dois anos seguintes finalmente trouxeram o ouro a Kipruto, primeiro no Mundial de Osaka 2007 e depois a sua grande conquista, a medalha de ouro nos 3000 m com obstáculos nos Jogos Olímpicos de Pequim, em 2008. Em Londres 2012, ficou em quinto lugar, em 8:23.03.
Sete anos depois foi medalha de bronze no Campeonato Mundial de Pequim 2015. Encerrou sua participação em Olimpíadas na Rio 2016, com um sexto lugar e o tempo de 8:18.79.